# Аганґар-Махале (Резваншагр)
Аганґар-Махале (перс. اهنگرمحله) — село в Ірані, у дегестані Хушабар, у Центральному бахші, шагрестані Резваншагр остану Ґілян. За даними перепису 2006 року, його населення становило 183 особи, що проживали у складі 47 сімей.

## Клімат
Середня річна температура становить 14,13 °C, середня максимальна – 27,65 °C, а середня мінімальна – 0,00 °C. Середня річна кількість опадів – 770 мм.
| Клімат поселення                              | Клімат поселення | Клімат поселення | Клімат поселення | Клімат поселення | Клімат поселення | Клімат поселення | Клімат поселення | Клімат поселення | Клімат поселення | Клімат поселення | Клімат поселення | Клімат поселення | Клімат поселення |
| Показник                                      | Січ.             | Лют.             | Бер.             | Квіт.            | Трав.            | Черв.            | Лип.             | Серп.            | Вер.             | Жовт.            | Лист.            | Груд.            |                  |
| Середній максимум, °C                         | 10,16            | 10,52            | 12,47            | 17,32            | 21,89            | 25,30            | 27,65            | 27,40            | 23,11            | 20,64            | 16,32            | 11,92            |                  |
| Середня температура, °C                       | 5,08             | 5,43             | 7,39             | 12,25            | 16,81            | 20,22            | 23,54            | 23,30            | 19,01            | 16,55            | 12,20            | 7,82             |                  |
| Середній мінімум, °C                          | 0,00             | 0,37             | 2,29             | 7,17             | 11,74            | 15,14            | 19,43            | 19,20            | 14,91            | 12,44            | 8,12             | 3,72             |                  |
| Норма опадів, мм                              | 76               | 64               | 66               | 52               | 38               | 24               | 11               | 34               | 80               | 120              | 95               | 110              |                  |
| Середньомісячна швидкість вітру, м/с          | 2.30             | 2.40             | 2.40             | 2.35             | 2.34             | 2.60             | 2.60             | 2.40             | 2.20             | 2.04             | 1.92             | 2.00             |                  |
| Середньомісячна сонячна радіація, кДж/м²·день | 6809             | 9082             | 11219            | 15882            | 20204            | 23029            | 23922            | 20173            | 16423            | 11157            | 8480             | 6523             |                  |
| --------------------------------------------- | ---------------- | ---------------- | ---------------- | ---------------- | ---------------- | ---------------- | ---------------- | ---------------- | ---------------- | ---------------- | ---------------- | ---------------- | ---------------- |
| Джерело:                                      |                  |                  |                  |                  |                  |                  |                  |                  |                  |                  |                  |                  |                  |